# Scintilla
Scintilla est un composant d'édition de code open source. Les plus connus des éditeurs de texte dérivés de Scintilla sont SciTE (multiplate-forme), Geany (logiciel libre), Notepad2 et Notepad++ (Windows)

## Spécifications
Scintilla a beaucoup de fonctionnalités pour rendre l'édition de code source plus facile avec, par exemple, la coloration syntaxique. La méthode de coloration permet l'utilisation de différentes couleurs, styles et couleurs d'arrière-plan. Le composant gère les numéros de ligne dans la marge, ainsi que les marqueurs de ligne tels que les points d'arrêt qui arrêtent l'exécution du débogueur. D'autres composants peuvent être utilisés tels que l'autocomplétion et le pliage de code qui permet à l'utilisateur de révéler ou cacher des blocs de texte.

### Projets utilisant Scintilla
La liste exhaustive est sur la page correspondante
- Anjuta
- Notepad++
- Notepad2
- SciTE
- Geany
- Code::Blocks
- Inno Setup